# Farol do Cabo de São Vicente
Farol do Cabo de São Vicente  é um farol português que se localiza no Cabo de São Vicente, na fortaleza de mesmo nome, freguesia de Sagres, município de Vila do Bispo, Algarve.
Trata-se de uma torre cilíndrica em cantaria, com edifício anexo, tem 28 metros de altura. Lanterna e varandim vermelhos.
O Farol do Cabo de São Vicente está integrado na Fortaleza de São Vicente que se encontra classificada como Imóvel de Interesse Público desde 1961.

## História
O farol do Cabo São Vicente ou Farol de D. Fernando, foi mandado erigir por D. Maria II, tendo entrado em funcionamento em Outubro de 1846. Era iluminado a azeite e o carácter da luz era de dois clarões de dois segundos a cada dois minutos de período, sendo que o alcance luminoso rondava as seis milhas náuticas.
O farol foi, depois, votado ao abandono por vários anos, atingindo um estado de quase ruína.
Em 1897, devido ao estado precário do farol e do pouco rendimento da sua luz, iniciaram-se os trabalhos de remodelação. Assim, a torre foi aumentada em 5,70 metros e o aparelho óptico inicial foi substituído por um novo, mais avançado.[carece de fontes?]
No jornal O Heraldo de 10 de Março de 1906, foi noticiado que já estava pronto a funcionar o novo farol hiper-radiante, sendo então considerado como um dos melhores do país. Este dispositivo era alimentado a petróleo, e tinha uma luz com uma intensidade de 115:000 bicos coral, mostrando um clarão branco com cinco segundos de intervalo, tendo sido fabricado pela companhia Barbier, Benard et Turenne, de Paris. Também já tinha chegado a Lagos um aparelho de aviso em caso de nevoeiro, que iria ser instalado junto ao farol, e que tinha como finalidade prevenir os naufrágios que se davam com frequência no cabo durante os períodos de intenso nevoeiro.
As obras duraram 11 anos e em 1908 o farol começou a trabalhar com o aparelho hiper-radiante. «Com efeito, foi instalado um aparelho lenticular de Fresnel de 1330 milímetros de distância focal – o que lhe confere a categoria de hiper-radiante, actualmente a maior óptica que existe nos faróis portugueses e um dos dez maiores do mundo, consistindo em três painéis ópticos de oito metros quadrados com 3,58 metros de altura, flutuando em 313 quilogramas de mercúrio. A fonte luminosa instalada, era um candeeiro de nível constante de cinco torcidas, passando, anos mais tarde, a funcionar com a incandescência pelo vapor de petróleo. A rotação da óptica era conseguida através de um mecanismo de relojoaria.» O farol passou então a ter um período de 15 segundos e 5 relâmpagos. O alcance luminoso rondava as 33 milhas.[carece de fontes?]
Em 1914 foi instalado um sinal sonoro e em 1926 foram instalados motores-geradores para permitir a substituição da lanterna a vapor de petróleo por uma lâmpada eléctrica. Dadas as exigências da Segunda Guerra Mundial, em 1947 foram-lhe instalados painéis deflectores, tornando-se, assim, num farol aeromarítimo e em 1948 foi ligado à rede pública de energia eléctrica. Um ano depois, foi instalado em rádio farol que funcionou até 2001. Em 1982 foi automatizado e tornou-se controlador do Farol de Sagres.

### Cronologia
- 1520 - Indícios da existência de um farol rudimentar numa torre especial do convento existente no Cabo de São Vicente.
- 1521-1557 - Ordenada a construção de torre mais avantajada por D. João III, para defesa de ataques de soldados e marujos luteranos.
- 1587 - Destruição da torre no ataque do corsário Francis Drake.
- 1606 - Reacendimento do farol, após restauração da torre, ordenada por D. Filipe II de Portugal.
- 1835 - Ordenada a reconstrução por D. Maria II.
- 1846 - Inauguração do actual Farol de D. Fernando.
- 1865 - Registo do estado deplorável do farol.
- 1897 - Inicio de obras de beneficiação, com o alteamento da torre em 5,7 metros.
- 1908 - Reacendimento do farol tendo instalado um aparelho lenticular de Fresnel hiper-radiante com 1330 mm de distância focal.
- 1914 - Instalação de sinal sonoro.
- 1926 - Electrificação, com alimentação por geradores.
- 1947 - Passou a farol aeromarítimo com a aplicação de painéis deflectores.
- 1948 - Alimentação com energia da rede pública.
- 1949 - Instalado um radiofarol, activo até 2001.
- 1982 - Automatização e telecontrolo do Farol de Sagres.
- 2001 - Instalação de autómato programável para rotação da óptica.

## Informações
- Aberto ao público: Sim, todas as quartas-feiras das 14H00 às 17H00[4]

## Galeria

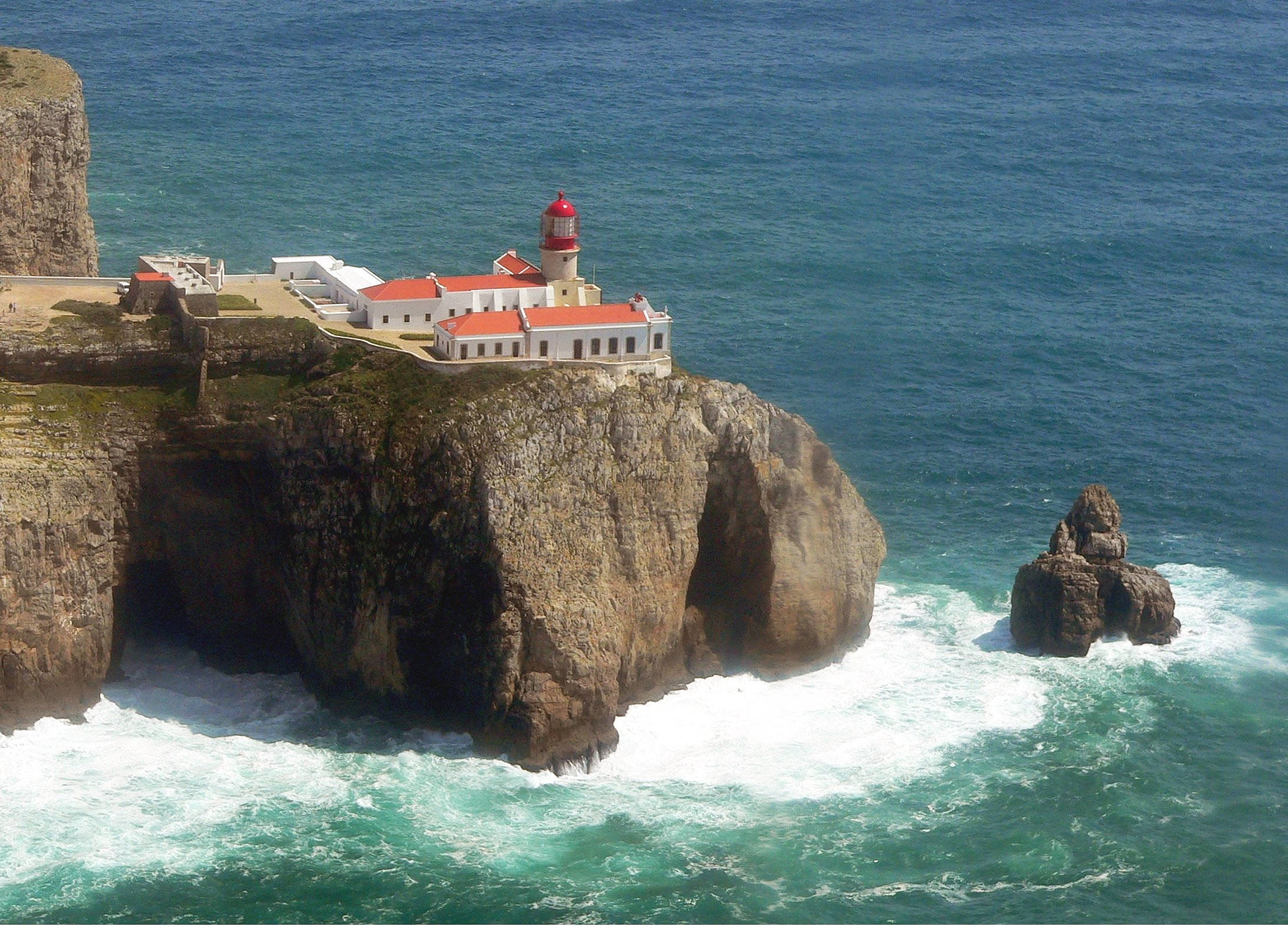
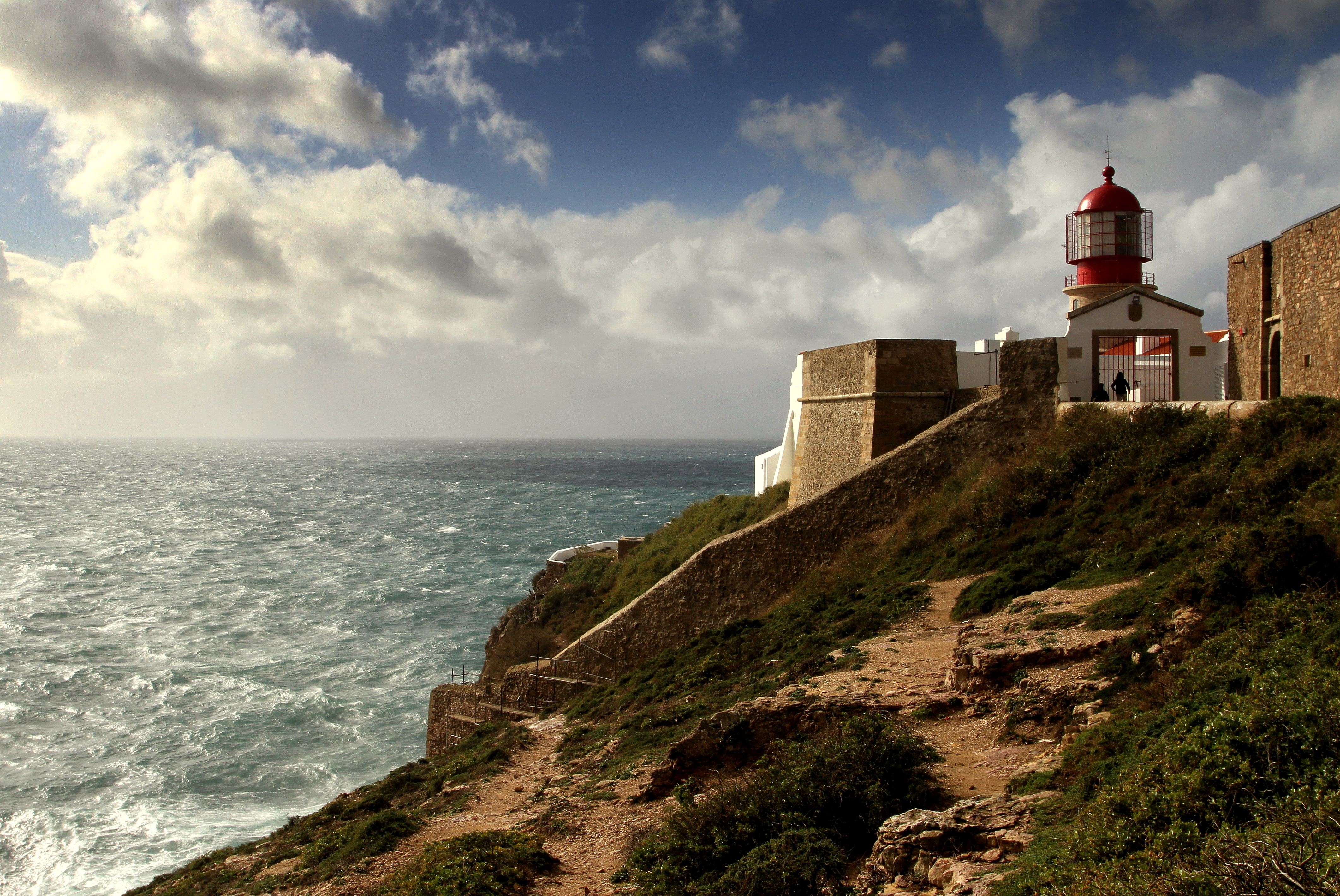
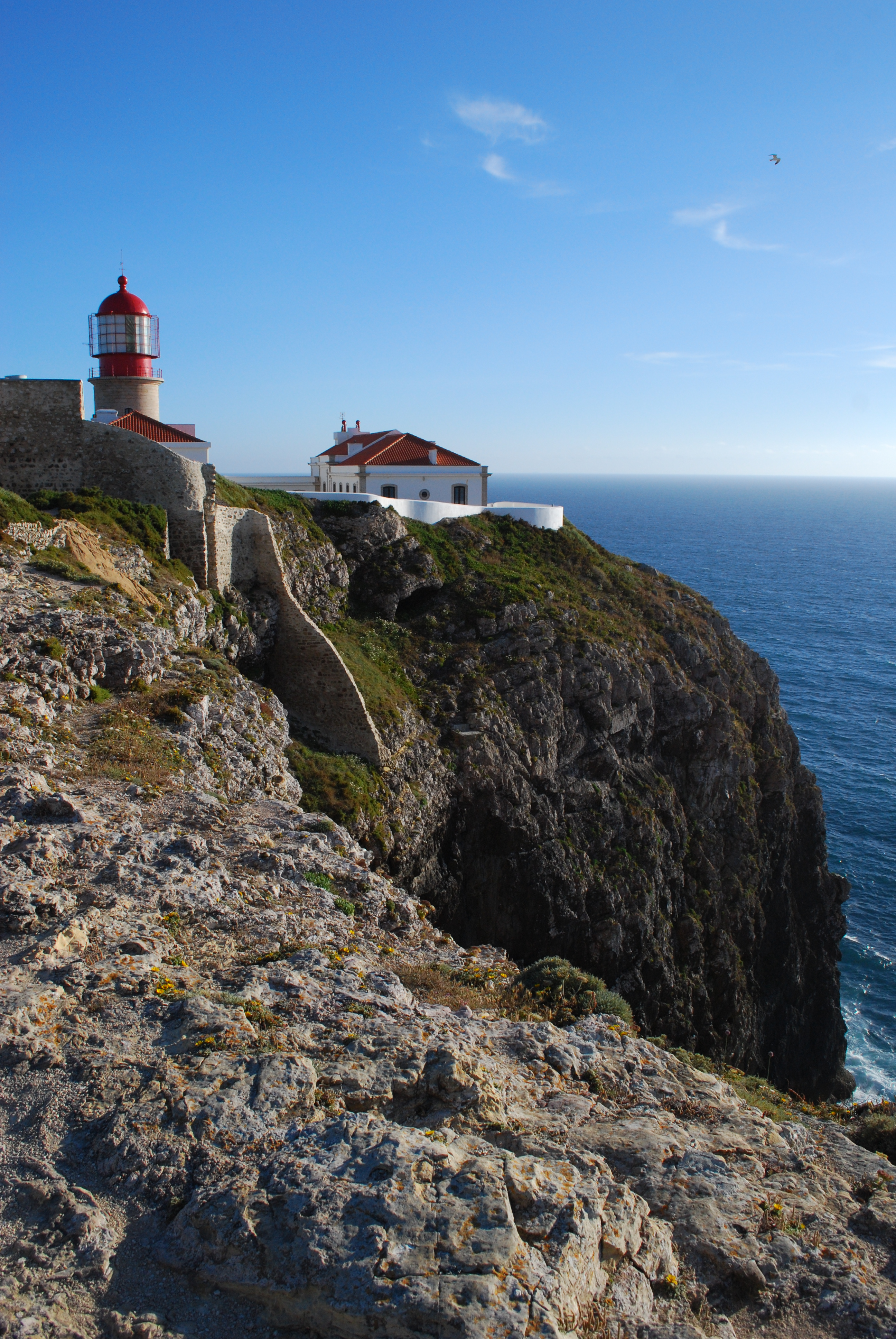
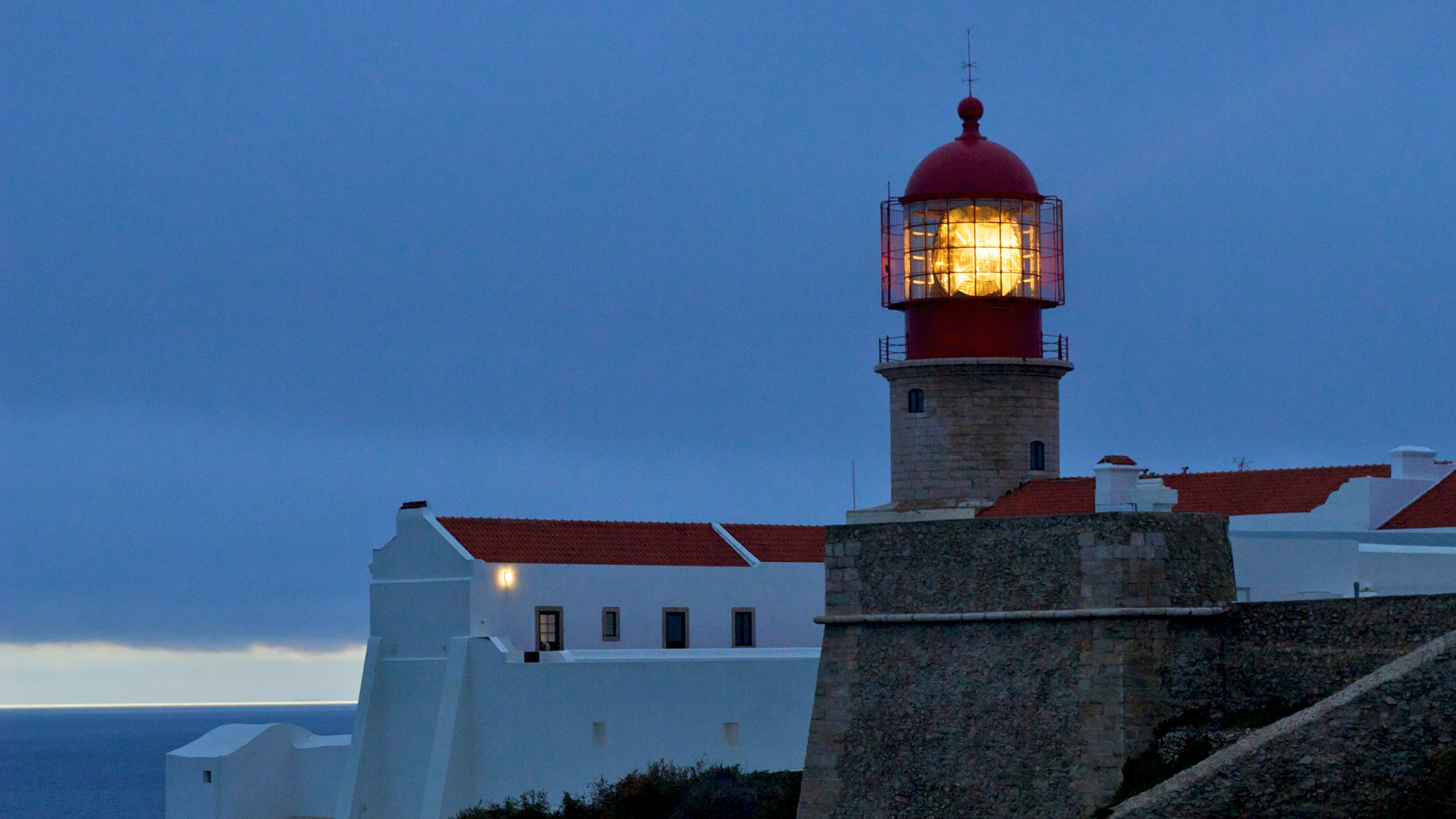
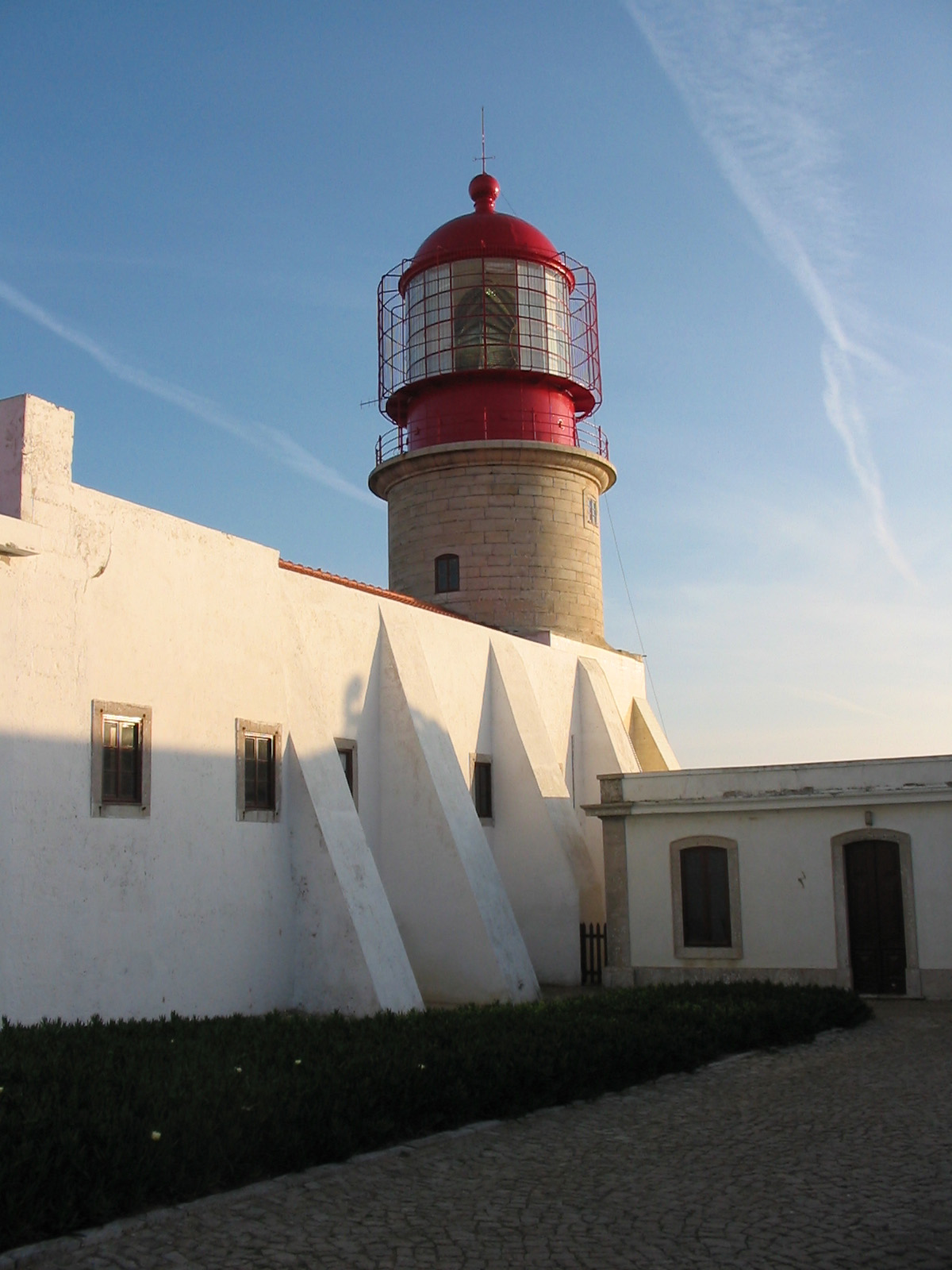
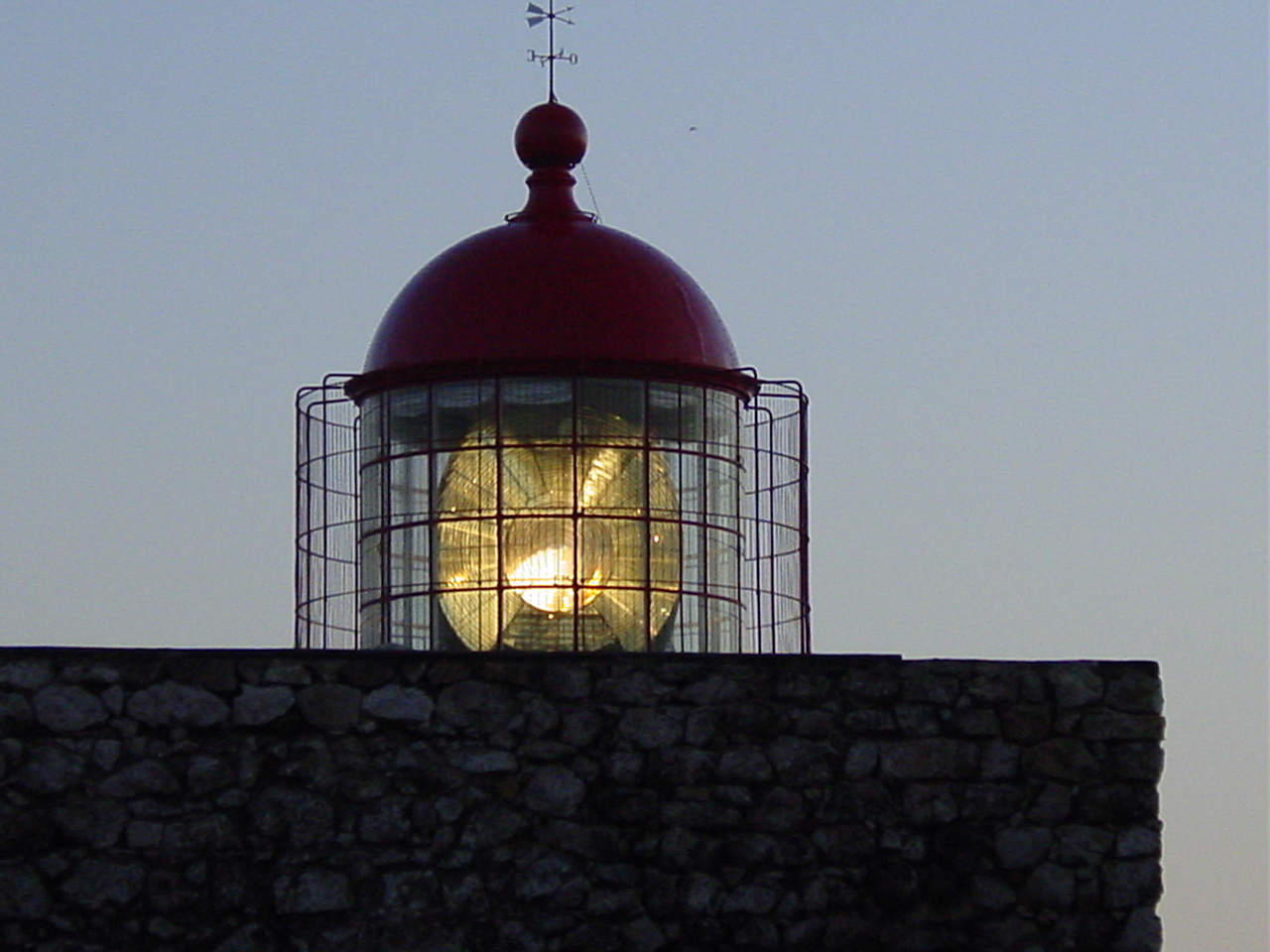